# Wittgenstein's Poker
Wittgenstein's Poker: The Story of a Ten Minute Argument Between Two Great Philosophers is een boek uit 2001 van BBC-journalisten David Edmonds en John Eidinow over een gebeurtenis in de geschiedenis van de filosofie: de confrontatie tussen Karl Popper en Ludwig Wittgenstein tijdens een lezing van Popper voor de Cambridge University Moral Sciences Club in 1946. De confrontatie had een lange nasleep van legendevorming. Het boek was een bestseller en kreeg positieve recensies.

## Overzicht
Op 25 oktober 1946 werd Popper (toen nog werkzaam aan de London School of Economics) uitgenodigd om een paper te presenteren over een 'filosofische puzzel' tijdens een bijeenkomst van de Cambridge University Moral Sciences Club, waarin Wittgenstein een dominerende rol speelde. Volgens Wittgenstein bestonden er geen echte filosofische problemen maar alleen taalpuzzels. Alle filosofie bestond slechts uit misverstanden over taal en betekenis. Deze stelling was een favoriete aversie van Popper. Hij noemde zijn lezing: "Zijn er filosofische problemen?" en begon met te zeggen dat de formulering van de uitnodiging, die impliceerde dat er geen echte filosofische problemen zijn, een stellingname was in een kwestie die het gevolg was van een echt filosofisch probleem.
Popper had dit bedoeld als een humoristische uitdaging tot discussie, maar Wittgenstein, die in de zaal bij de open haard zat, werd boos en riep direct dat hij het was die de uitnodiging had opgesteld. Popper ging door met zijn lezing maar even later interrumpeerde Wittgenstein weer, waarop de twee heftig begonnen te discussiëren over de vraag of er substantiële problemen in de filosofie bestonden of louter taalkundige puzzels. Wittgenstein gebruikte daarbij de openhaardpook om zijn punten te benadrukken, iets wat hij wel vaker deed. Toen Popper door Wittgenstein werd uitgedaagd om een voorbeeld van een morele regel te noemen zei hij: "Bezoekende docenten niet met pokers bedreigen", waarop Wittgenstein de pook neergooide en naar buiten stormde.
Wittgenstein's Poker verzamelt en beoordeelt de deels uiteenlopende versies van het argument die bezoekers van de lezing hebben gegeven, en analyseert de confrontatie tegen de achtergrond van de carrières van Popper, Wittgenstein en Bertrand Russell, die ook aanwezig was op de bijeenkomst.
Het boek volgt hierbij drie verhaallijnen. De eerste is een documentair onderzoek naar wat er precies heeft plaatsgevonden tijdens de lezing en naar de controverse over de verschillende verslagen van waarnemers. Die verschillen vooral over de kwestie of de vraag om een voorbeeld van een morele regel te noemen door Wittgenstein zelf werd gesteld of door iemand anders toen Wittgenstein de zaal al uit was. De tweede is de contrasterende persoonlijke geschiedenis van de twee filosofen. Beiden waren geassimileerde Joden uit Wenen met krachtige persoonlijkheden, maar Wittgenstein was een zoon van een van de rijkste industriëlen van Wenen en lid van de bovenste klasse terwijl Popper hard heeft moeten werken voor zijn carrière. Beiden waren geassocieerd met de Wiener Kreis, maar Wittgenstein als coryfee die niet vaak kwam opdagen en Popper als eigenlijk ongewenste criticus die een enkele keer werd uitgenodigd. Ze hebben elkaar in Wenen nooit ontmoet, en het is waarschijnlijk dat Wittgenstein zelfs nooit van Popper had gehoord.
De derde verhaallijn is een verkenning van de filosofische betekenis van het meningsverschil tussen de twee en de relevantie ervan voor de grote debatten in het begin van de 20e eeuw over de taalfilosofie.

## Edities
- 2001.ISBN 0-06-621244-8. Ecco, Harper Collins, New York.
- 2002.ISBN 0-06-093664-9. Paperback. Ecco, Harper Collins, New York.

## Verder lezen
- Stephen Juan, "Philosophers Behaving Badly by Nigel Rodgers and Mel Thompson", Philosophy Now, 29 januari 2008. Geraadpleegd op 1 februari 2008.
- (en) Karl Popper (1974). Unended Quest, An Intellectual Autobiography. Fontana/Collins. ISBN 0006365922.